# Limbi
Limbi (arabisch لیمبی) ist ein Ort auf der Insel Anjouan im Inselstaat Komoren im Indischen Ozean. 1991 hat man 645 Einwohner gezählt.

## Geographie
Limbi liegt im Osten der Insel im Tal des Flusses Mro Jomani (Mroni Jomani) auf ca. 380 m Höhe.